# Mont Akita-Komagatake
L'Akita-Komagatake (秋田駒ヶ岳) est un stratovolcan situé à 10 km à l'ouest du lac Tazawa, près de la limite entre les préfectures d'Akita et Iwate sur l'île de Honshū au Japon. La dernière éruption du volcan s'est produite le 18 septembre 1970 et a duré jusqu'au 25 janvier 1971. Culminant à 1 637 m d'altitude, c'est le plus haut sommet de la préfecture d'Akita et le deuxième plus élevé du parc national de Towada-Hachimantai.